# They Won't Forget
They Won't Forget é um filme de drama de 1937 dirigido por Mervyn LeRoy. Foi baseado em um romance de Ward Greene chamado Death in The Deep South, que por sua vez foi um relato ficcional de um caso da vida real: o julgamento e posterior linchamento de Leo Frank após o assassinato de Mary Phagan em 1913. O filme foi também o primeiro da atriz Lana Turner, que interpretou a vítima do assassinato, Maria Clay.